# 最後の晩餐 (クレスピ)
『最後の晩餐』（さいごのばんさん、伊: L'Ultima Cena、ないし、Cenacolo、英: The Last Supper）は、イタリア・バロック期の画家ダニエーレ・クレスピがキャンバス上に油彩で制作した絵画である。クレスピの晩年の円熟期にあたる1629-1630年に描かれた。本来、ベザーナ・イン・ブリアンツァ近郊のブルゴーラの修道院のために制作されたが、1805年にこの修道院が廃止された後の1809年にブレラ美術館に移され、以来、同美術館に所蔵されている。

## 主題
本作は、「マタイによる福音書」 (26章17-30節)、「マルコによる福音書」(14章12-26節)、「ルカによる福音書」(22章1-23節)、「ヨハネによる福音書」(13章21-30節) に記述される「最後の晩餐」を主題としている。過越祭が近づくと、イエス・キリストは食事の席を用意するよう使徒たちに命じ、晩餐をともにする。その席で、キリストは「この席に私を裏切る者がいる」と予告した。彼は騒然となる使徒たちに向かってパンを裂き、祝福の祈りを捧げると「食べなさい。これは私の体です」といった。続いて、ワインの入った杯をとって祈り、「これは私の血、契約の血である」と語った。契約の血とは、人々の罪が赦されるために、彼らに代わりキリストが血を流すという意味である。この「最後の晩餐」は多くの画家たちに好まれた主題であり、その作品そのものも多い。

## 作品

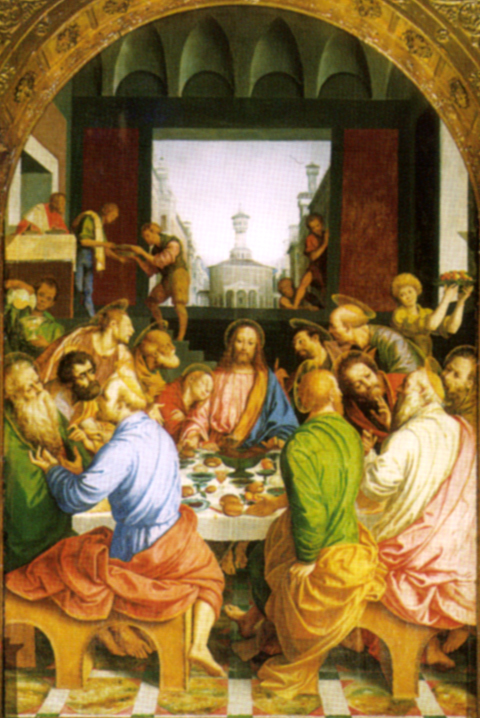
ガウデンツィオ・フェラーリ『最後の晩餐』 (1543年ごろ)、サンタマリア・デッラ・パッシオーネ教会、ミラノ

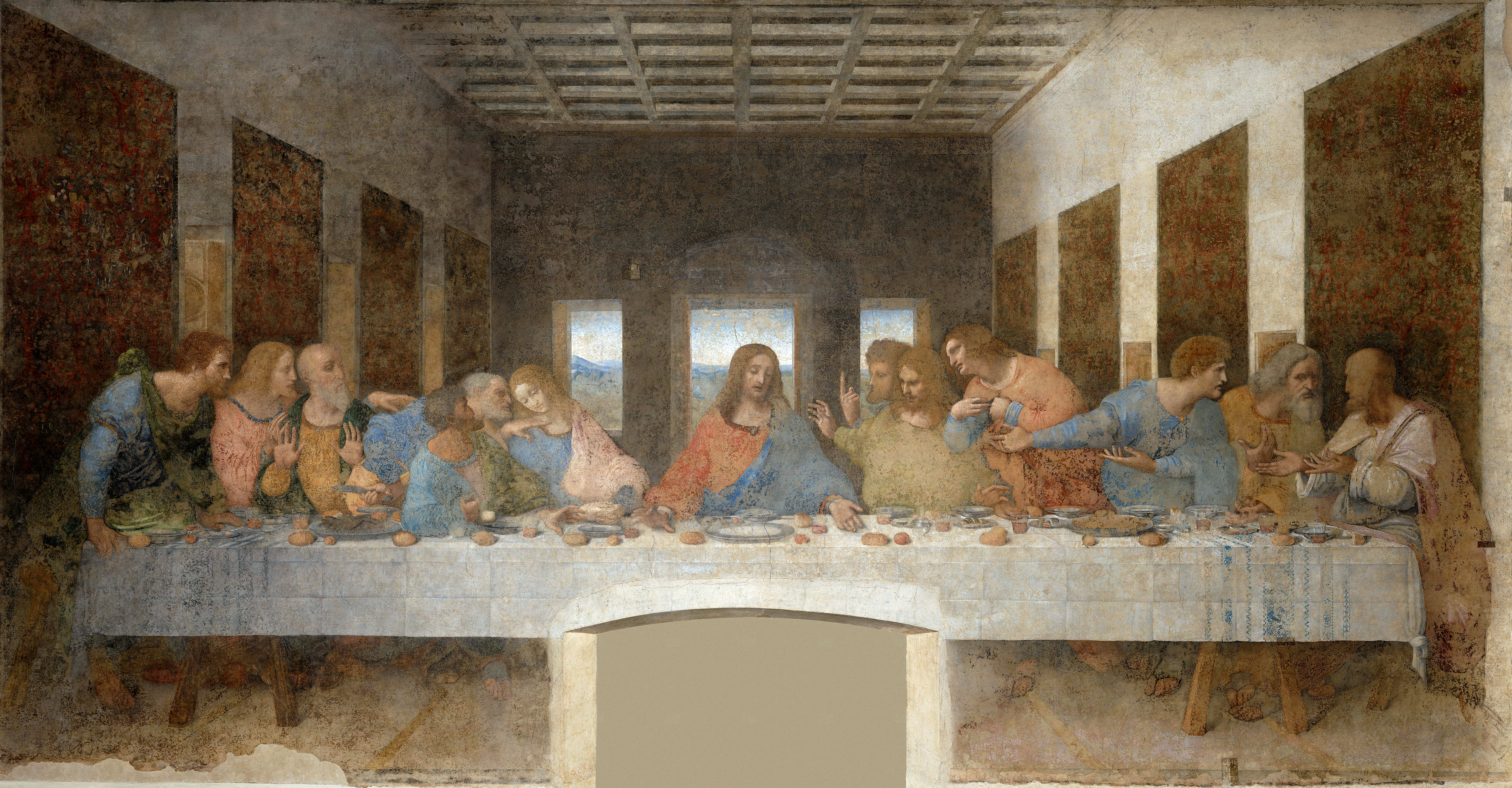
レオナルド・ダ・ヴィンチ『最後の晩餐』 (1495-1498年ごろ)、サンタ・マリア・デッレ・グラツィエ教会、ミラノ

本作が本来掛けられていたサンティ・ピエトロ・エ・パオロ修道院には、後代の修復作業の中で発見された、同じような構図の16世紀後半のフレスコ画がある。一方、縦に長い画面構成、および高い視点の選択において、クレスピはミラノのサンタマリア・デッラ・パッシオーネ教会にあるガウデンツィオ・フェラーリの『最後の晩餐』から確実に影響を受けている。しかし、使徒たちの頭部の表現や彼らに見られる活気の点において、画家はレオナルド・ダ・ヴィンチの『最後の晩餐』 (サンタ・マリア・デッレ・グラツィエ教会、ミラノ) にも依拠している。
クレスピは晩年になって、名高い作品を自然主義的で古典主義的な形態と強調された表現によって新たに脚色することを試みたが、そこではデッサンが重要な役割を果たしている。
ブレラ美術館に移された後、この作品は一時ブルゴーラの祭壇に戻され、モラッツォーネがキリストの磔刑を描いた作品とともに、かつての修道院に掲げられていた当時の状況が再現された。